# Elektra King
Elektra King är en rollfigur i James Bond-filmen Världen räcker inte till från 1999. Elektra är en ung oljearvtagerska som när James Bond för första gången möter henne, precis har varit med om att ha blivit kidnappad.

## Om Elektra
Elektra King spelas av Sophie Marceau, och kom att bli den första kvinnliga Bondskurken.
I början av filmen tycks Elektra vara ett offer för Renards ondskefulla planer. Senare verkar hon dock ha hjälpt honom i mordet på hennes egen far, för att mot slutet av filmen framträda som en manipulerande mästerskurk - som utnyttjat Renard på samma sätt som han tänkte utnyttja henne vid kidnappningen.
Det finns paralleller med grekiska mytologins Elektra, som också är inblandad i ett föräldramord. Det var också hon som skulle ge namn åt Sigmund Freuds teori om elektrakomplex. Elektra dödas av James Bond när hon försöker larma Renard.